# Koompassia excelsa
Koompassia excelsa är en ärtväxtart som först beskrevs av Odoardo Beccari, och fick sitt nu gällande namn av Paul Hermann Wilhelm Taubert. Koompassia excelsa ingår i släktet Koompassia och familjen ärtväxter. Inga underarter finns listade i Catalogue of Life.

## Bildgalleri

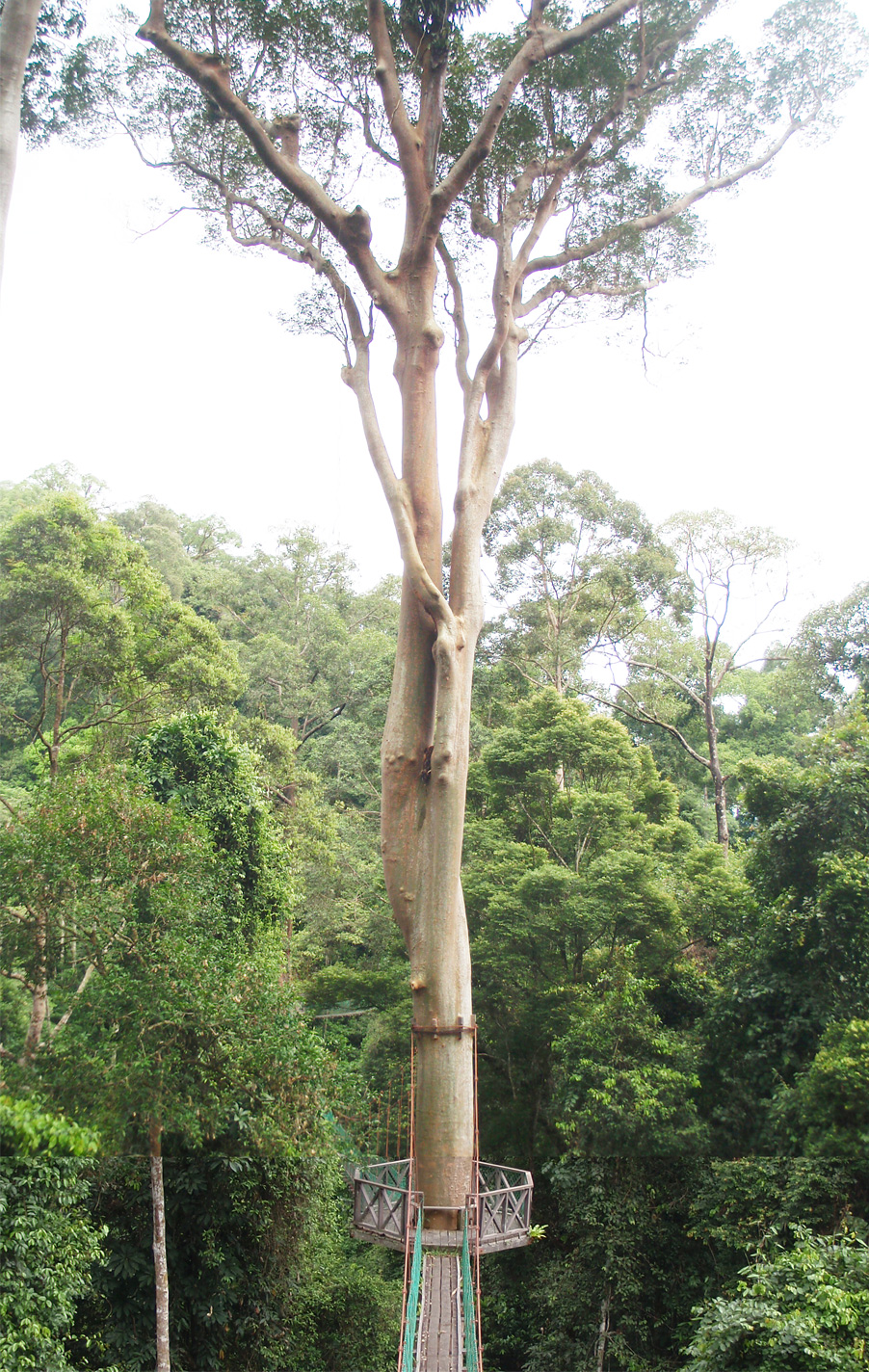